# Cmentarz żydowski w Piszu
Cmentarz żydowski w Piszu – został założony w 1850 roku i zajmuje powierzchnię 0,4 ha, na której, wskutek dewastacji z okresu III Rzeszy, zachował się tylko jeden nagrobek. Cmentarz znajduje się przy ul. Parkowej.